# مهدی آذرسینا
مهدی آذرسینا (زادهٔ ۱ شهریور ۱۳۲۵) نوازنده، آهنگساز و نویسندهٔ اهل ایران است.

## زندگی هنری
مهدی آذرسینا ۱ شهریور سال ۱۳۲۵ در تبریز متولد شد. همزمان با تحصیل در دبیرستان نوازندگی ویلن را آغاز کرد و پس از پایان تحصیلات متوسطه در تهران سکونت گزید. در این هنگام به کلاس‌های آزاد هنرستان موسیقی ملی راه یافت و از آموزش‌های «رحمت‌الله بدیعی» بهره برد. او تحصیلات موسیقی خود را در دانشکده هنرهای زیبای دانشگاه تهران پی گرفت. از جمله استادان وی می‌توان به نورعلی برومند، داریوش صفوت و علی‌اصغر بهاری اشاره نمود. او رشتهٔ تخصصی «آموزش موسیقی» را برگزید و متد ارف را نزد سعید خدیری آموخت.
وی از جمله آهنگسازان ایرانی است که تلاش‌های در چندصدایی موسیقی ایرانی انجام داده‌است. او همچنین در حیطهٔ تلفیق شعر نو با موسیقی ایرانی تجربیاتی داشته که از جملهٔ آن‌ها کنسرت مشترک با شهرام ناظری در اوایل دهه ۷۰ است. او در هجدهمین جشنواره موسیقی فجر مورد تقدیر قرار گرفت. وی همچنین در نوزدهمین جشن خانه موسیقی ایران برای تألیف کتاب «شعر؟ یا موسیقی؟» تجلیل شد.

## فعالیت‌های هنری و پژوهشی
برخی از فعالیت‌های مهدی آذرسینا عبارتند از:
مربیگری کلاس‌های موسیقی کانون پرورش فکری کودکان و نوجوانان در دوره دانشجویی و آموزش موسیقی با متد ارف، تأسیس و مدیریت کارگاه موسیقی کودکان و نوجوانان تبریز (۱۳۵۳ تا ۱۳۵۹)، تدریس کمانچه و ویلن در مرکز حفظ و اشاعه موسیقی تبریز، تدریس کمانچه و ویلن در مرکز حفظ و اشاعه موسیقی تهران (۱۳۵۹ تا ۱۳۶۸)، عضویت در هیئت مدیره کانون نوازندگان خانه موسیقی از بدو تأسیس (۱۳۷۸ تا ۱۳۸۵)، عضویت در شورای فرهنگستان هنر در تدوین واژه‌های موسیقی ایرانی، عضویت در شورای پژوهشکده هنر حوزه هنری، عضویت در هیئت داوران جشنواره ملی موسیقی جوان تدریس ردیف نوازی در رشتهٔ موسیقی دانشگاه آزاد تهران، برگزاری مستر کلاس در دانشگاه هنر تهران، تشکیل گروه موسیقی آینه (به همراه مسعود شناسا، نوید افقه، عماد حنیفه، مهدی علومی، علیرضا شاه محمدی، امیر حاج ابراهیمی، بهزاد میرلو و محسن حسینی)، برگزاری کنسرت‌های پژوهشی

## آثار هنری
از جمله آثار هنری مهدی آذرسینا به موارد زیر می‌توان اشاره نمود:
کنسرت
- آهنگسازی و نوازندگی کمانچه در ارکستر موسیقی ملی تبریز به همراه غلامحسین بیگجه‌خانی، محمود فرنام و احد بهجت
- اجراهای متعدد همراه با غلامحسین بیگجه‌خانی و محمود فرنام، از جمله اجرای سه‌نوازی در جشن هنر شیراز
- کنسرت به همراه آوازِ نورالدین رضوی سروستانی، کریم صالح‌عظیمی و شهرام ناظری

آلبوم موسیقی
- چلیپا (تکنوازی کمانچه)[۹]
- سخن تازه با خوانندگی شهرام ناظری[۱۰]
- شور آفرین (کمانچه نوازی)
- سیاوشانه با خوانندگی علیرضا شاه محمدی (انتشارات سروش)[۱۱]
- سیاه مشق با خوانندگی علیرضا شاه محمدی (مؤسسه مشکات و چهارگاه)[۱۲]
- کمانچه و تنبک با همراهی تمبک محمد اخوان (مؤسسه فرهنگی هنری چهارگاه)[۱۳]
- صفیر سیمرغ دونوازی و تکنوازی در کنسرت شفق (مؤسسه چهارگاه)[۱۴]
- خنیاگر با خوانندگی سپیده رئیس‌سادات و مهدی آذرسینا[۱۵]
- شادی می‌یاد به خونمون با خوانندگی آیسان خسروی (مؤسسه فرهنگی هنری چهارگاه)[۱۶][۱۷]
- سبد سبد گل با خوانندگی آیسان خسروی (مؤسسه فرهنگی هنری چهارگاه)[۱۶]

تألیفات
- کتاب شیوه کمانچه نوازی با مقدمه علی تجویدی چهار دوره در یک مجلد (انتشارات سروش)[۱۸]
- کتاب آثاری از استاد بهاری به همراه آلبوم (انتشارات سروش)[۱۹]
- موسیقی سنتی ایران: ردیف میرزاعبدالله - برومند (انتشارات سروش)[۲۰]
- کتاب دو جلدی از متد ارف تا چهارگاه (انتشارات سوره مهر)[۲۱][۲۲]
- کتاب شعر؟ یا موسیقی؟ (تننای شعر سپید) (انتشارات سروش)[۲۳][۲۴]